# Tromatobia commutabilis
Tromatobia commutabilis är en stekelart som beskrevs av Forster 1888. Tromatobia commutabilis ingår i släktet Tromatobia och familjen brokparasitsteklar. Inga underarter finns listade i Catalogue of Life.